# Yoo So-young
Yoo So-young (hangul: 유소영; Seúl, 29 de marzo de 1986) es una cantante y actriz surcoreana. Fue miembro del grupo After School.

## Carrera
Debutó con After School de forma no oficial durante su primera aparición en el Festival de la Canción (SBS) el 29 de diciembre de 2008, con "Play Girlz" junto a Son Dambi. 
Anteriormente había participado en el programa de KBS "TV Kindergarten Uno, Dos, Tres" como Hana, igualmente también participó en el 75.avo concurso "Miss Chunhyang", ganando el segundo lugar, en el año 2005. 
Su debut oficial con After School fue en enero de 2009. Se graduó del grupo el 29 de octubre de 2009 para seguir una carrera en la actuación.
En 2010, debutó oficialmente como actriz.

## Filmografía
| Año  | Título                       | Rol          |
| ---- | ---------------------------- | ------------ |
| 2011 | The Women of Our Home        | Lee Se-ra    |
| 2013 | Came To Me And Became A Star | Jeong-ah     |
| 2014 | You're Only Mine             | Kang Sung-ah |
| 2017 | Beastie Girls                | Ji-yeon      |

### Series de televisión
| Año  | Título                   | Personaje                | Notas   |
| ---- | ------------------------ | ------------------------ | ------- |
| 2021 | If You Cheat, You Die    | Corredora                | ep. #1  |
| 2018 | Miss Hammurabi           | -                        |         |
| 2015 | High Society             | Jang So-hyun             |         |
| 2012 | Dream High 2             | Park Soon-dong           |         |
| 2012 | Ms Panda and Mr Hedgehog | Kang Eun-bi              |         |
| 2009 | You're Beautiful         | Miembro de Before School | (cameo) |

### Programas de variedades
| Año  | Título              | Notas                             |
| ---- | ------------------- | --------------------------------- |
| 2020 | King of Mask Singer | (ep. #283) - concursó como "Gosa" |